# Christian Friedrich Spittler

Christian Friedrich Spittler

Christian Friedrich Spittler (* 12. April 1782 in Wimsheim; † 8. Dezember 1867 in Basel) war Sekretär der Basler Christentumsgesellschaft und Gründer diverser pietistischer Sozial- und Missionswerke in und um Basel.

## Leben und Wirken
Der Sohn eines Pfarrers kam nach dem frühen Tod des Vaters an die Lateinschule nach Kirchheim unter Teck, wo er auch 1796 konfirmiert wurde. Wie seine Vorfahren sollte er gemäß dem Wunsch der Mutter eine Laufbahn als Pfarrer und Heiligenpfleger einschlagen, wogegen er sich jedoch sträubte und in der Oberamtei Steinbach eine Lehre begann. Im Jahr 1800 kam er zur Stadtschreiberei nach Schorndorf. 
Obwohl er nach Amerika auswandern wollte, wirkte er ab 1801 bei der Christentumsgesellschaft in Basel mit, wo sein Freund Carl Friedrich Adolph Steinkopf Sekretär geworden war. Von 1803 bis 1807 war er Steinkopfs Sekretariatsgehilfe, ebenso eine kurze Zeit unter dessen Nachfolger Blumhardt, bevor er noch 1807 selbst zum Sekretär der Gesellschaft wurde. In dieser Aufgabe konnte er sein Fachwissen, Organisationstalent und seine Schreibfähigkeiten einbringen. Er schrieb im Lauf seines Lebens um die 25.000 Briefe an Hunderte von Personen.
Im Jahr 1812 heiratete er Susanna Götz aus Basel. Die Ehe blieb kinderlos, das Paar adoptierte zwei Kinder. 1815 gründete Spittler die Evangelische Missionsgesellschaft in Basel. 1820 errichtete er gemeinsam mit Christian Heinrich Zeller ein Rettungshaus in Beuggen, 1823 die Judenmissions-Anstalt in Sitzenkirch bei Kandern, die von Karl Köllner geleitet wurde. 1827 richtete er eine Griechen-Anstalt in Beuggen ein, die 1830 zu einer Taubstummen-Anstalt umgeformt wurde. Ab 1834 unternahm er verschiedene Versuche zur Gründung einer Pilgermissionsschule, wozu er 1837 auch den Pilgerhof in Riehen erwarb, wohin im Folgejahr die Taubstummen-Anstalt verlegt wurde. Hieraus ging 1852 das Riehener Diakonissenhaus hervor. Es gelang Spittler, die Diakonisse Trinette Bindschedler als Vorsteherin für das Diakonissenhaus zu gewinnen.
1840 schließlich gründete Spittler die Pilgermission St. Chrischona, von wo aus 1846 zwei Brüder nach Jerusalem zur Gründung eines dortigen Brüderhauses entsandt wurden. 1857 entstand schließlich das Haus der Pilgermission in Chrischona. Unter Spittlers Leitung nahm die Missionsgesellschaft die Arbeit unter deutschen Auswanderern in Texas auf, und es entstanden Niederlassungen in Tettnang, Säckingen und Rheinfelden sowie das Männerasyl Mayenbühl und das Marthastift in Basel. Das später Spittler-Stift genannte Klösterli in Riehen wurde unter seiner Leitung 1866 baulich erweitert.
Nach 66 Jahren des Wirkens in Basel starb Spittler dort am 8. Dezember 1867 im Alter von 85 Jahren. Er wurde am 11. Dezember zunächst auf dem Spalengottesacker in Basel begraben, und zwar im Familiengrab von Christian Gottlieb Blumhardt, dem 1838 verstorbenen Direktor der Basler Mission, in dem 1844 bereits Spittlers Frau Susanna (1787–1844), geborene Götz, bestattet worden war. Der Spalengottessacker wurde später in den botanischen Garten umgewandelt, in dem 1893 auch die Gebäude der Universitätsbibliothek errichtet wurden. Auf Antrag von Spittlers Verlagsmitarbeitern Ludwig Kober und Jakob Ludwig Jaeger sowie des Basler Missionsinspektors Theodor Oehler wurden die Überreste der Verstorbenen am 9. März 1893 auf den nicht weit entfernten, 1868 eröffneten Kannenfeld-Friedhof umgebettet. Auch dieser Friedhof wurde 1952 aufgehoben, sodass heute kein Grabstein Spittlers mehr nachgewiesen werden kann.